# Uttenhoffen
Uttenhoffen (deutsch Uttenhofen) ist eine französische Gemeinde mit 212 Einwohnern (Stand 1. Januar 2021) im Département Bas-Rhin in der Region Grand Est (bis 2015 Elsass).

## Lage
Das Dorf liegt am Zusammenfluss der Zinsel du Nord und des Falkensteinerbachs und ist über die Departementsstraße D 1062 zu erreichen, die Haguenau mit Niederbronn-les-Bains verbindet.

## Geschichte
Funde aus dem Neolithikum, der Hallstattzeit und der römischen Zeit belegen eine weit zurückreichende Besiedlung der Gemarkung.
Nach Einführung der Reformation war Uttenhofen protestantisch. Nach der Reunion wurde die Kirche des Ortes eine Simultankirche. Das Kirchenschiff des heutigen Kirchengebäudes wurde 1762 errichtet, der gotische Chor stammt dagegen noch aus dem 16. Jahrhundert. Die Kirche steht in dem Ruf, die kleinste im Elsass zu sein.
Das Dorf gehörte im 18. Jahrhundert zum Amt Niederbronn der Grafschaft Hanau-Lichtenberg, die damals wiederum zur Landgrafschaft Hessen-Darmstadt gehörte. Es war allerdings an die von Leiningen vergeben. Um 1790 wurde der Ort befestigt. Am 1. Dezember 1793 wurde das nahegelegene Winterlager des Generalmajors Stephan Bernhard Graf Keglevich de Buzin während des Ersten Koalitionskriegs überraschend angegriffen, wobei der Offizier fiel.
| Jahr      | 1962 | 1968 | 1975 | 1982 | 1990 | 1999 | 2004 | 2017 |
| --------- | ---- | ---- | ---- | ---- | ---- | ---- | ---- | ---- |
| Einwohner | 144  | 150  | 144  | 173  | 166  | 176  | 171  | 204  |

## Besonderheiten

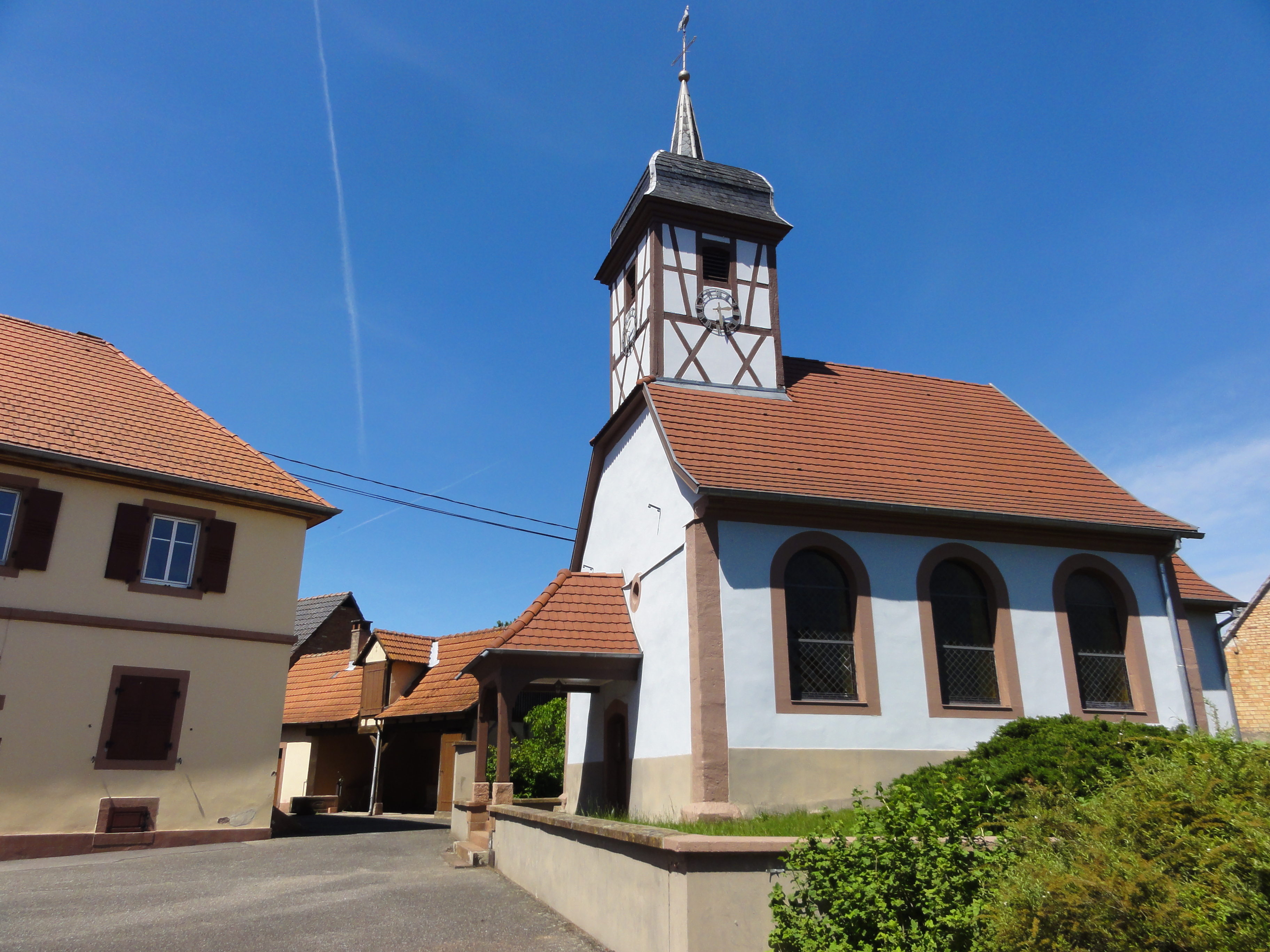
Kirche Saint-Jean-Baptiste

Der Chor der Kirche Saint-Jean-Baptiste geht aufs 16. Jahrhundert zurück. Eine Inschrift beim Westeingang weist auf Restaurierungsarbeiten im 18. Jahrhundert hin. Die Kirche hat auf jeder Seite drei Rundbogenfenster; der Turm ist in Fachwerk ausgeführt.
Einst waren die meisten Häuser des Ortes leuchtend kobaltblau gestrichen.